# Den röda öknen
Den röda öknen (italienska: Il deserto rosso) är en italiensk-fransk dramafilm från 1964 i regi av  Michelangelo Antonioni.

## Utmärkelser
Filmen vann Guldlejonet vid Filmfestivalen i Venedig 1964.

## Rollista i urval
- Monica Vitti - Giuliana
- Richard Harris - Corrado Zeller
- Carlo Chionetti - Ugo
- Xenia Valderi - Linda
- Rita Renoir - Emilia
- Aldo Grotti - Max
- Valerio Bartoleschi - Valerio